# Josef Bremer
Josef Bremer (skrev sig efter 1850 Brehmer), född 27 januari 1789 i Åbo, död 5 december 1874 i Vichtis, var en finländsk bruksägare. 
Bremer deltog med utmärkelse i 1808–1809 års krig och inträdde efter freden i svensk militärtjänst, men tog kaptens avsked 1817 och återvände till Finland. Han inköpte 1827 Jockis gods och 1836 Högfors bruk, där han 1849 anlade det första puddel- och valsverket i Finland. Sedan landets övriga bruksägare följt hans exempel, ökade den årliga tackjärnsproduktionen från omkring 300 till omkring 1 500 ton.